# Лосось в посудомоечной машине

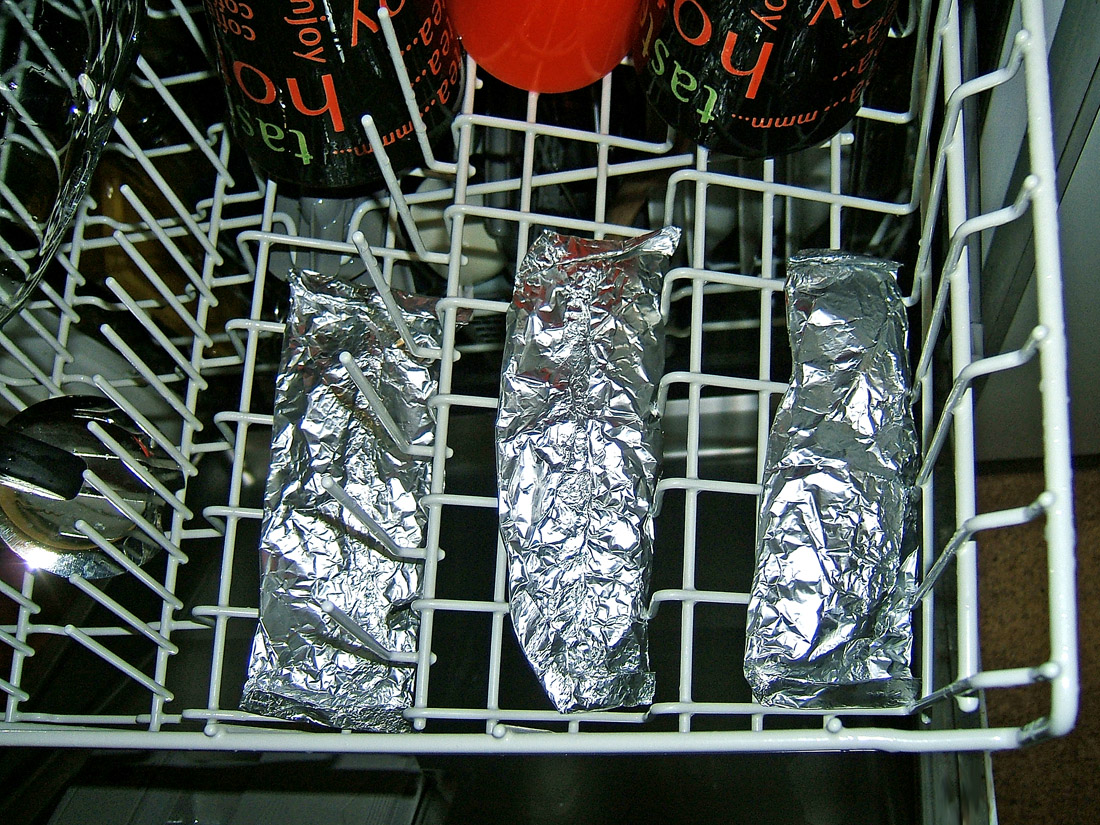
Филе лосося в алюминиевой фольге в посудомойке

Лосо́сь в посудомо́ечной маши́не (англ. Dishwasher salmon) — рыбное блюдо, которое готовится из лосося, завёрнутого в алюминиевую фольгу и помещённого в посудомоечную машину на полный цикл. Рыбу помещают в отсек для тарелок, моющее средство при приготовлении не добавляется. Блюдо готовится как в пароварке. Рецепт был впервые продемонстрирован на американском телешоу Tonight Show в 1975 году.
Компании, выпускающие посудомоечные машины, и Consumer Reports выявили потенциальные проблемы, включая непостоянные температуры и риск пищевого отравления.

## История

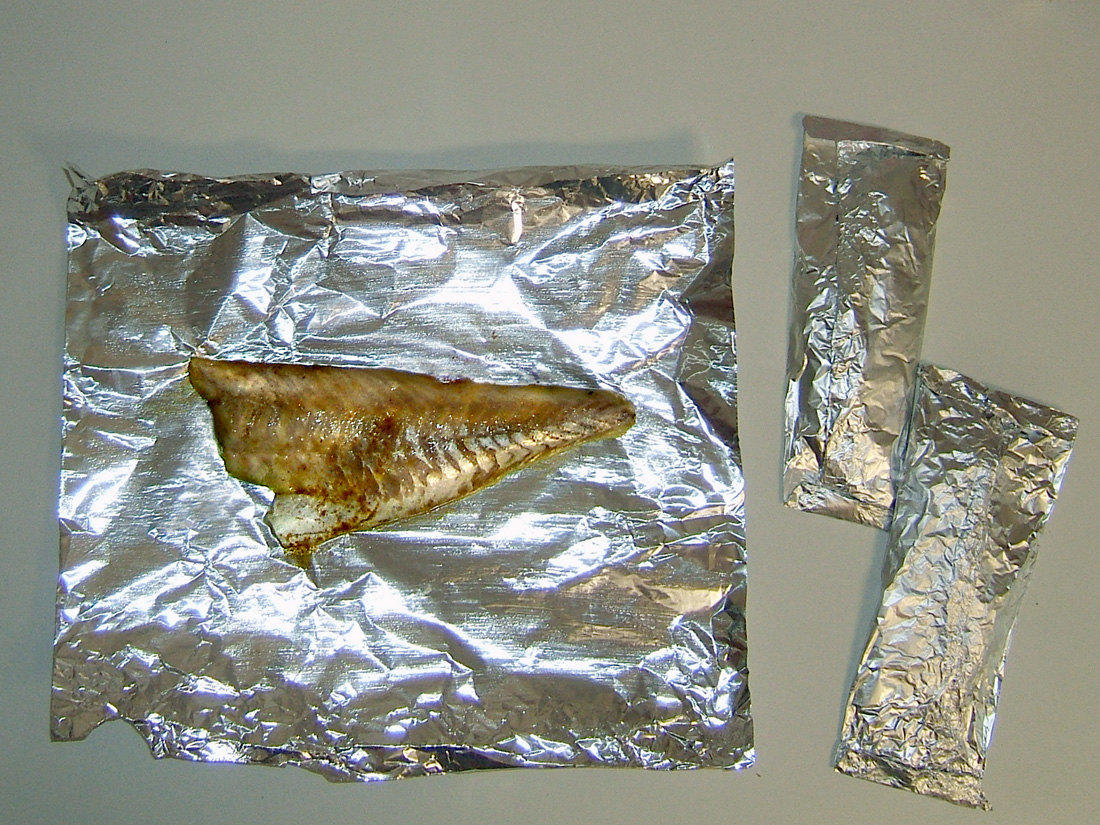
Приготовленный в посудомойке лосось

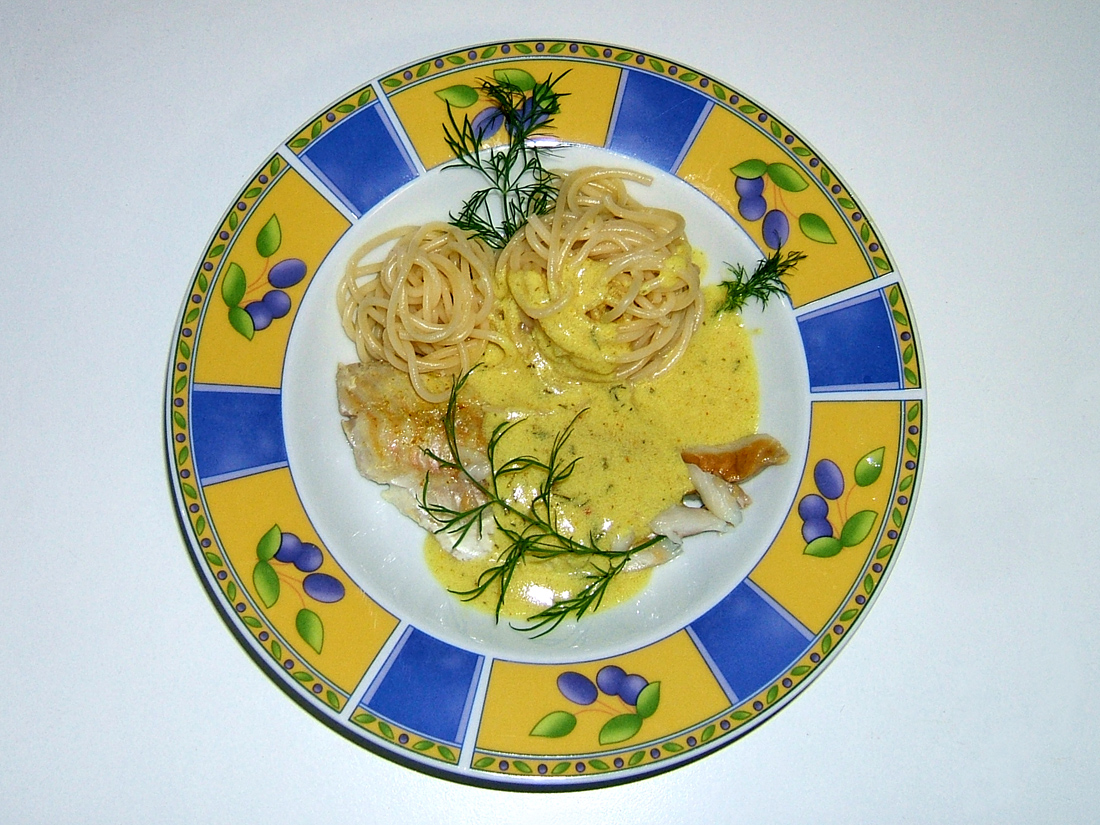
Лосось со спагетти

Актёр Винсент Прайс продемонстрировал, как готовить форель в посудомоечной машине на шоу Tonight Show с Джонни Карсоном в 1975 году. Прайс представил это как «блюдо, которое может приготовить любой дурак». Канадская кулинарная программа The Surreal Gourmet, которую вел Боб Блумер, также показала приготовление этого блюда в 2002 году. The Wall Street Journal, MSNBC, BBC, Vogue и CHOICE опубликовали репортажи о блюде, а CBS News взяла интервью у Ким Дуглас о книге The Black Book of Hollywood Diet Secrets, где представлено это блюдо. Популярный ютубер Том Скотт отметил, что его лосось, приготовленный в посудомоечной машине, был «идеальным».

## Проблемы безопасности
Компании, производящие посудомоечные машины, и Consumer Reports рекомендовали не готовить рыбу в посудомоечной машине, поскольку посудомоечные машины не предназначены и не тестируются для приготовления пищи, у посудомоечных машин нет такой же постоянной температуры, как у плит, и сомнительно, что посудомоечные машины будут нагревать рыбу достаточно, чтобы убить патогены. Употребление рыбы, приготовленной в посудомоечной машине, может привести к пищевому отравлению.

## Приготовление
Кусочки лосося приправляют специями, плотно заворачивают как минимум в два слоя алюминиевой фольги и кладут в посудомоечную машину. Посудомоечная машина настроена на выполнение полного обычного цикла, возможно, с добавлением цикла сушки с подогревом. Лосось жарится, готовится на пару и запекается. Преимущество метода в том, что приготовление не имеет запаха. Ничто не мешает одновременно мыть посуду, при условии, что упаковка достаточно плотная.